# Beauvezer
Beauvezer [bovəze] est une commune française, située dans le département des Alpes-de-Haute-Provence en région Provence-Alpes-Côte d'Azur.
Le nom de ses habitants est Belveziens Belveziennes.

## Géographie
Le village est situé à 1 175 m d’altitude, dans la haute vallée du Verdon. Les gorges de Saint-Pierre, étroites, rocheuses, agrémentées de sources, de cascades et d’arbres, sont signalées comme un site grandiose.

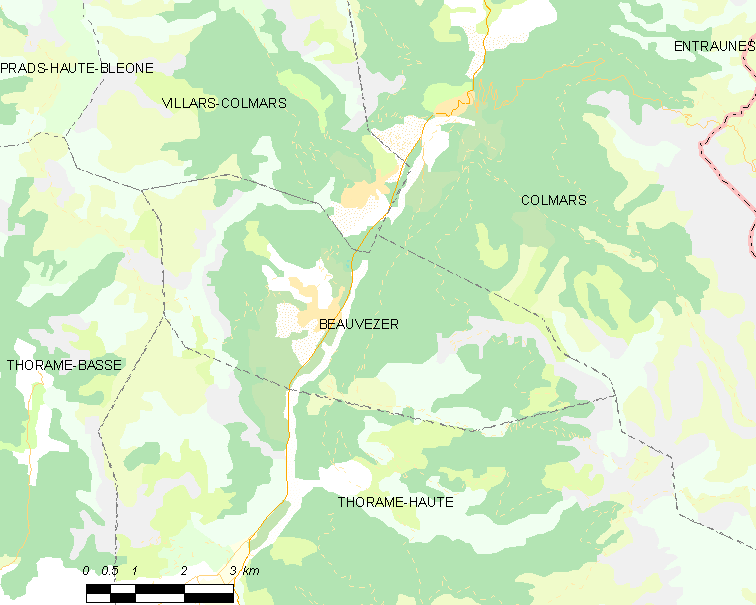
Beauvezer et les communes voisines (cliquez sur la carte pour accéder à une grande carte avec la légende).

Les communes limitrophes de Beauvezer sont Villars-Colmars, Colmars, Thorame-Haute et Thorame-Basse.

### Hameaux
- la Combe[5],
- Roufleiran,
- Villars-Heyssier[6], à l’entrée des gorges de Saint-Pierre[7].

### Bois et forêts
La commune compte 1 014 ha de bois et forêts.
Les élus de la Communauté de communes du Haut Verdon - Val d’Allos se sont joints à ceux du Pays A3V pour exprimer leurs craintes légitimes face aux deux projets régionaux de méga centrales à biomasse pour la production d’électricité.

### Hydrographie et eaux souterraines
Cours d'eau dans la commune ou à son aval :
- le Verdon ;
- ravins de Notre-Dame, de Saint-Pierre et de Chaussegros.

### Relief
- le petit Coyer (2 580 m)[10],
- le Laupon (2 434 m),
- pic de Mal Ubac, au-dessus du village.

### Climat
Pour des articles plus généraux, voir Climat de Provence-Alpes-Côte d'Azur et Climat des Alpes-de-Haute-Provence.
En 2010, le climat de la commune est de type climat de montagne, selon une étude du Centre national de la recherche scientifique s'appuyant sur une série de données couvrant la période 1971-2000. En 2020, Météo-France publie une typologie des climats de la France métropolitaine dans laquelle la commune est exposée à un climat de montagne ou de marges de montagne et est dans la région climatique Alpes du sud, caractérisée par une pluviométrie annuelle de 850 à 1 000 mm, minimale en été.
Pour la période 1971-2000, la température annuelle moyenne est de 8,9 °C, avec une amplitude thermique annuelle de 16,8 °C. Le cumul annuel moyen de précipitations est de 982 mm, avec 6,2 jours de précipitations en janvier et 5,9 jours en juillet. Pour la période 1991-2020, la température moyenne annuelle observée sur la station météorologique de Météo-France la plus proche, « Allos_sapc », dans la commune d'Allos à 11 km à vol d'oiseau, est de 8,4 °C et le cumul annuel moyen de précipitations est de 1 043,5 mm. 
La température maximale relevée sur cette station est de 34,5 °C, atteinte le 28 juin 2019 ; la température minimale est de −17 °C, atteinte le 6 février 2012,,.
Les paramètres climatiques de la commune ont été estimés pour le milieu du siècle (2041-2070) selon différents scénarios d'émission de gaz à effet de serre à partir des nouvelles projections climatiques de référence DRIAS-2020. Ils sont consultables sur un site dédié publié par Météo-France en novembre 2022.

### Voies de communications et transports

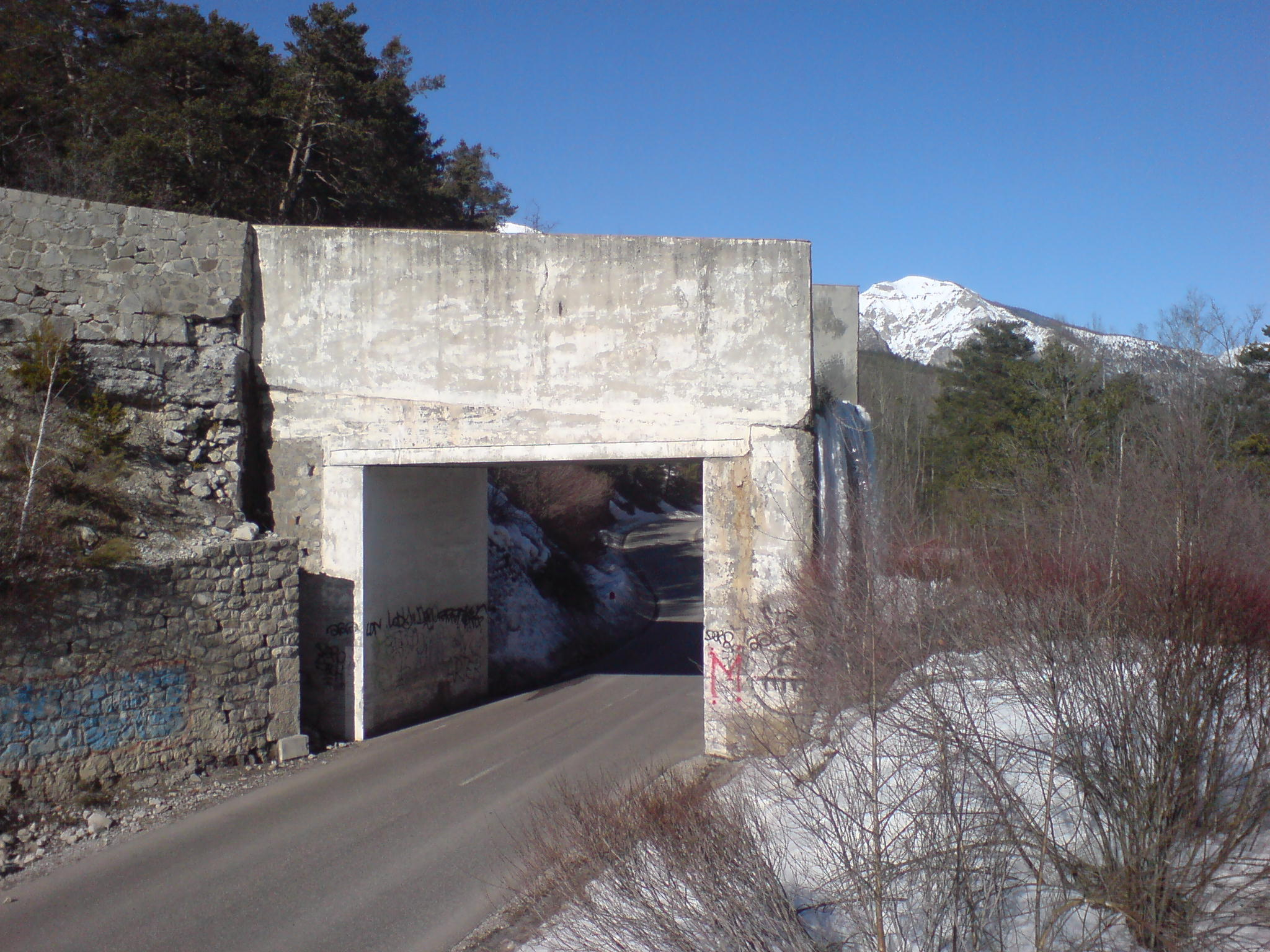
La RD 908 sous le pont-bâche du Ganon (limitrophe de Thorame-Haute et Beauvezer).

#### Voies routières
Le village se trouve en bordure de la route départementale 908 entre Thorame-Haute et Villars-Colmars.

#### Transports en commun
La commune est desservie par le Réseau des lignes régulières de transport des Alpes de Haute-Provence.
Navettes Inter-Vallée : Val d’Allos-La Foux / Val d’Allos-Le village / Colmars-les-Alpes / Villars-Colmars / Beauvezer / Thorame-Haute / Thorame-Basse.
La gare la plus proche est celle du train des pignes sur la ligne de Nice à Digne.

### Risques naturels et technologiques
Aucune des 200 communes du département n'est en zone de risque sismique nul. Le canton d'Allos-Colmars auquel appartient est en zone 1b (risque faible) selon la classification déterministe de 1991, basée sur les séismes historiques, et en zone 4 (risque moyen) selon la classification probabiliste EC8 de 2011.
La commune de Beauvezer est également exposée à quatre autres risques naturels :
- avalanche,
- feu de forêt,
- inondation (dans la vallée du Verdon),
- mouvement de terrain.

La commune de Beauvezer n’est exposée à aucun des risques d’origine technologique recensés par la préfecture.
Le plan de prévention des risques naturels prévisibles (PPR) de la commune a été approuvé en 2007 pour les risques d’inondation, de mouvement de terrain et d’avalanche et le Dicrim n’existe pas encore.

## Toponymie
La localité apparaît dans les chartes en 1200, sous la forme Belvezer. Son nom vient de l’occitan bèl et vezer, signifiant « bel aspect », ou « beau voir ». C’est la même étymologie que pour les communes nommées Belbèze et Belvèze.

## Histoire

### Antiquité
Le nom du peuple installé dans la haute vallée du Verdon n’est pas certain, mais il peut s’agir des Eguiturii.
À la fin de l’Empire romain, la haute vallée du Verdon dépend de la civitas et de l’évêché de Thorame.

### Moyen Âge
Le village dispose d’un consulat dès 1233, qui lui est accordé en même temps et selon les mêmes termes qu’Allos et Colmars, ; le consulat est une institution collégiale comprenant un chevalier, désigné parmi les nobles de la localité, trois notables, et le bailli ou bayle, représentant le comte. La charte de 1233 précise quels sont les cas où la justice sera rendue par les consuls (la justice civile) et limite le montant des cens et du droit de cavalcade prélevés par le comte.
En 1342, la communauté de Beauvezer est rattachée à la viguerie de Castellane par le comte de Provence, puis à celle de Colmars.
Lors de la guerre de l’Union d’Aix (1382-1387), Charles de Duras et Marie de Blois, agissant pour le comte de son fils Louis II d'Anjou, s’affrontent pour recueillir l’héritage de la reine Jeanne. C’est l’occasion pour les seigneurs comme pour les communautés de négocier leur ralliement. En août 1385, les trois communautés de Beauvezer, Colmars et Allos négocient ensemble des privilèges exorbitants : outre une réduction substantielle des impôts déjà limités en 1233, et des remises sur les droits déjà dus, le domaine de la justice rendue par les consuls est étendu, et ceux-ci percevront les revenus générés par cette activité à la place du comte. Les communautés obtiennent le droit d’établir moulins et jardins sans autorisation et sans payer de cens, les pouvoirs de police du comte sont limités, une partie des lods et treizains sont abolis, les habitants des trois communautés sont exemptés de droits de passage pour leurs troupeaux transhumants et les marchandises qu’ils transportent. De plus, ils peuvent transporter du sel sans contrainte. Enfin, les habitants peuvent construire des maisons en s’appuyant sur les murailles, percer celles-ci pour y établir des fenêtres ou des portes, aucune garnison ne sera installée sans l’accord des habitants et aux frais des comtes, les habitants ont le droit de construire des fossés d’irrigation qui traversent les chemins, et enfin Charles III renonce au droit de vendre la seigneurie sur les trois communautés. Dans le cas contraire, droit est concédé aux communautés de se défendre, les « armes à la main ».
En février 1391, c’est le parti angevin de Marie de Blois qui l’a emporté. Les trois communautés négocient une confirmation des privilèges accordés par Charles III. Mais Marie de Blois a gagné la guerre depuis quatre ans, et son fils Louis II est presque majeur : son pouvoir est désormais bien assuré, et elle revient sur certaines concessions abusives. Les droits de construction qui affaiblissaient les défenses des trois villages, et le droit excessif de dériver de l’eau à travers les chemins, ne figurent pas dans la charte de 1391. Elle accorde cependant une nouvelle foire franche à Colmars, et de nouvelles réductions d’impôts. L’ensemble des privilèges et exemptions accordés sont à nouveau confirmés en 1399 et 1439.
En 1478, le roi René, en tant que comte de Provence, donne sa seigneurie sur Beauvezer à Thomas Jarente, un de ses conseillers, malgré la charte de 1385. Quand il vient prendre possession de son nouveau bien, les habitants de Beauvezer refusent de lui ouvrir les portes, et résistent les armes à la main avec l’aide de leurs voisins de Colmars. À la suite de cette rébellion, le comte reconnaît sa méprise, confirme à nouveau les privilèges des communautés et annule les condamnations qui avaient frappé les rebelles.

### Temps modernes
Les privilèges de la communauté sont confirmés en 1560 et 1574, les habitants craignant que, par ces temps troublés (on est en pleines guerres de religion), les archives se perdent et qu’ils ne puissent plus prouver leurs droits.
La petite place forte est démolie à la fin des guerres de religion, en 1596, sur ordre du Parlement d’Aix. Construit sur une colline, le village est détruit par un incendie en 1728, et déplacé plus près du Verdon.
Progressivement, si la communauté conserve ses privilèges, ceux-ci perdent de leur importance : les péages se réduisent, le consulat est une institution dont toutes les communautés bénéficient, le droit s’uniformise et efface les particularités locales, la fiscalité évolue, ce qui explique que ces privilèges n’aient pas été défendus au moment de la Révolution.

### Révolution et Premier Empire
Durant la Révolution, la commune compte une société patriotique, créée après la fin de 1792.

### Période contemporaine: de la Restauration à nos jours
Sous l’Empire, la commune est déjà dotée de petites industries textiles : en 1813, deux usines emploient 105 ouvriers. Mais au XIXe siècle, la commune connaît un important essor industriel grâce au tissage de la laine. Jusqu’à six manufactures, où la fabrication est intégrée (du nettoyage de la laine à la teinture en passant par le filage et le tissage), sont construites, sur le modèle de la fabrique Honnorat à Saint-André-de-Méouilles  :
- la première est ouverte par Auguste Trotabas en 1836 ;
- il est rapidement suivi de Pierre Roux, en 1837[45] ;
- entre 1837 et 1843, trois autres fabriques sont ouvertes par un Roux homonyme, Engelfred de Blieux et Giraux[46].

La Révolution et l’Empire apportent nombre d’améliorations, dont une imposition foncière égale pour tous, et proportionnelle à la valeur des biens de chacun. Afin de la mettre en place sur des bases précises, la levée d’un cadastre est décidée. La loi de finances du 15 septembre 1807 précise ses modalités, mais sa réalisation est longue à mettre en œuvre, les fonctionnaires du cadastre traitant les communes par groupes géographiques successifs. En 1827, le cadastre dit napoléonien de Beauvezer est achevé.
Comme de nombreuses communes du département, Beauvezer se dote d’écoles bien avant les lois Jules Ferry : en 1863, elle compte déjà deux écoles dispensant une instruction primaire aux garçons au village chef-lieu et au hameau de Villars-Heyssier
. Les filles sont aussi concernées à partir de la loi Falloux (1851) qui impose l’ouverture d’une école pour les filles dans les communes de plus de 800 habitants.
En 1856, il y cinq fabriques à Beauvezer employant 160 ouvriers  ; puis 6 fabriques pour 206 ouvriers en 1868. Mais les effectifs déclinent ensuite : 80 ouvriers en 1871, 102 dans quatre fabriques en 1875, 48 en 1878 . En 1914, les deux fabriques Trotabas, les seules à subsister, employaient 44 ouvriers (pour une population de 476 habitants en 1911) . La grande fabrique Trotabas ferme en 1937, et la petite réussit à se maintenir jusque dans les années 1950 en se modernisant (nouvelles machines, électrification) .
Beauvezer est classée station climatique par l’académie de médecine en 1925.
Durant la Seconde Guerre mondiale, Maria Canty sauve des Juifs de la déportation, et a été distinguée comme Juste parmi les nations. Le 20 août 1941, un des premiers gestes de résistance dans la commune, qui n’est pas encore occupée, est le fait d’un collégien en vacances, qui hisse un drapeau gaulliste au mât du monument aux morts.

## Politique et administration

### Liste des maires
| Période                                  | Période            | Identité                 | Étiquette | Qualité                                                                     |
| ---------------------------------------- | ------------------ | ------------------------ | --------- | --------------------------------------------------------------------------- |
| 1839                                     | 1843               | Jean Engelfred de Blieux |           | Manufacturier de draps                                                      |
|                                          | (en poste en 1911) | Bonnet                   |           |                                                                             |
|                                          |                    |                          |           |                                                                             |
| mai 1945                                 |                    | Raymond Fournier         | Résistant | ancien Résistant, se présente sous cette étiquette.                         |
|                                          |                    |                          |           |                                                                             |
| 1947                                     | 1979               | Jean-Marie Cambray       |           | Conseiller général                                                          |
| 1979                                     | 1983               | Claude Buffe             |           | Receveur de la Poste                                                        |
| mars 1983                                | mars 1989          | Jean Coquilhat           |           |                                                                             |
| mars 1989                                | mars 2001          | Robert Bicaïs            |           |                                                                             |
| mars 2001                                | mars 2013          | Guy Lebeaupin            | DVG       | Conseiller général du canton d'Allos-Colmars (2008-2013), mort en fonctions |
| avril 2013                               | mai 2020           | Roselyne Serrano,        | DVG       | Employée                                                                    |
| mai 2020                                 | En cours           | Brice Garnier            |           | Logisticien                                                                 |
| Les données manquantes sont à compléter. |                    |                          |           |                                                                             |

### Intercommunalité
Beauvezer fait partie: 
- jusqu'en 2016 de la communauté de communes du Haut-Verdon Val d'Allos ;
- à partir du 1er janvier 2017, de la communauté de communes Alpes Provence Verdon.

## Urbanisme

### Typologie
Au 1er janvier 2024, Beauvezer est catégorisée commune rurale à habitat dispersé, selon la nouvelle grille communale de densité à 7 niveaux définie par l'Insee en 2022.
Elle est située hors unité urbaine et hors attraction des villes,.

### Occupation des sols
L'occupation des sols de la commune, telle qu'elle ressort de la base de données européenne d’occupation biophysique des sols Corine Land Cover (CLC), est marquée par l'importance des forêts et milieux semi-naturels (92,8 % en 2018), une proportion sensiblement équivalente à celle de 1990 (92,9 %). La répartition détaillée en 2018 est la suivante : 
forêts (56,5 %), espaces ouverts, sans ou avec peu de végétation (25,9 %), milieux à végétation arbustive et/ou herbacée (10,4 %), zones agricoles hétérogènes (3,1 %), prairies (2,1 %), zones urbanisées (2 %).
L'évolution de l’occupation des sols de la commune et de ses infrastructures peut être observée sur les différentes représentations cartographiques du territoire : la carte de Cassini (XVIIIe siècle), la carte d'état-major (1820-1866) et les cartes ou photos aériennes de l'IGN pour la période actuelle (1950 à aujourd'hui).

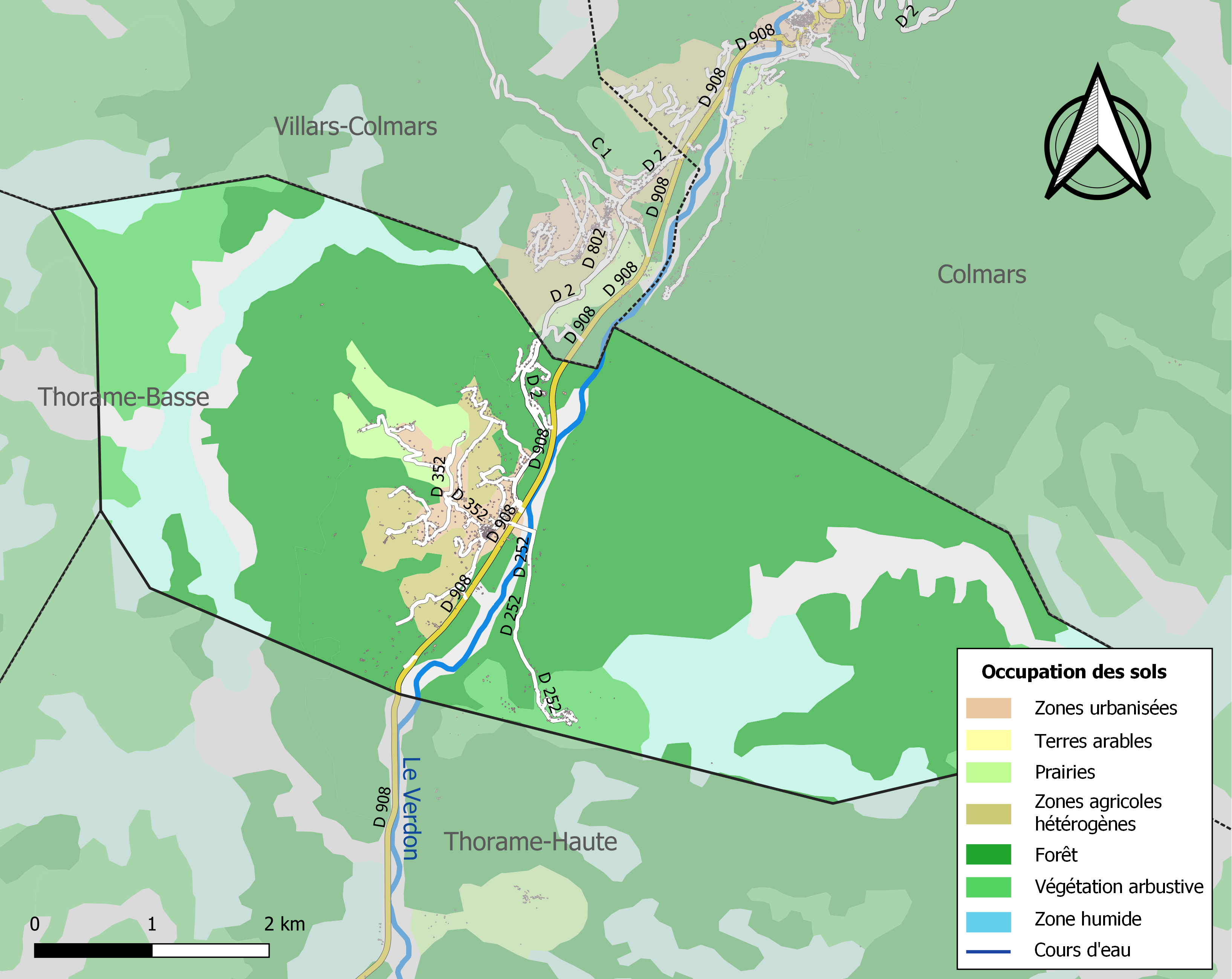
Carte de l'occupation des sols de la commune en 2018 (CLC).

### Budget et fiscalité 2016
En 2016, le budget de la commune était constitué ainsi :
- total des produits de fonctionnement : 412 000 €, soit 1 151 € par habitant ;
- total des charges de fonctionnement : 370 000 €, soit 1 034 € par habitant ;
- total des ressources d’investissement : 99 000 €, soit 278 € par habitant ;
- total des emplois d’investissement : 118 000 €, soit 330 € par habitant.
- endettement : 389 000 €, soit 1 086 € par habitant.

Avec les taux de fiscalité suivants :
- taxe d’habitation : 6,16 % ;
- taxe foncière sur les propriétés bâties : 1,12 % ;
- taxe foncière sur les propriétés non bâties : 17,59 % ;
- taxe additionnelle à la taxe foncière sur les propriétés non bâties : 58,73 % ;
- cotisation foncière des entreprises : 8,50 %.

Chiffres clés Revenus et pauvreté des ménages en 2014 : Médiane en 2014 du revenu disponible, par unité de consommation : 18 535 €.

### Instances judiciaires et administratives
Juridictions compétentes :
- Tribunal d'Instance et de Grande instance de Digne-les-Bains.
- Cour d'Appel d'Aix-en-Provence.
- Tribunal pour Enfants de Digne-les-Bains.
- Tribunal de Commerce de Manosque.
- Tribunal Administratif et Cour Administrative d'Appel de Marseille.
- Conseil de Prud'hommes de Digne-les-Bains.

### Politique environnementale
Une étude paysagère de cadrage des projets éoliens dans les Alpes de Haute-Provence a été réalisée en novembre 2006. Elle concerne également la commune. Mais la multiplicité des projets dans des secteurs sensibles soulève de nombreuses interrogations au niveau du parc naturel régional du Verdon notamment.

## Population et société

### Démographie
En 2022, la commune de Beauvezer comptait 387 habitants. À partir du XXIe siècle, les recensements réels des communes de moins de 10 000 habitants ont lieu tous les cinq ans (2005, 2010, 2015, etc. pour Beauvezer). Les autres « recensements » sont des estimations.
| 1315    | 1471    | 1765 | 1793 | 1800 | 1806 | 1821 | 1831 | 1836 | 1841 |
| ------- | ------- | ---- | ---- | ---- | ---- | ---- | ---- | ---- | ---- |
| 74 feux | 52 feux | 629  | 800  | 522  | 575  | 676  | 742  | 754  | 777  |

| 1846 | 1851 | 1856 | 1861 | 1866 | 1872 | 1876 | 1881 | 1886 | 1891 |
| ---- | ---- | ---- | ---- | ---- | ---- | ---- | ---- | ---- | ---- |
| 817  | 770  | 843  | 906  | 852  | 798  | 699  | 664  | 617  | 562  |

| 1896 | 1901 | 1906 | 1911 | 1921 | 1926 | 1931 | 1936 | 1946 | 1954 |
| ---- | ---- | ---- | ---- | ---- | ---- | ---- | ---- | ---- | ---- |
| 532  | 506  | 505  | 476  | 356  | 319  | 295  | 280  | 190  | 181  |

| 1962 | 1968 | 1975 | 1982 | 1990 | 1999 | 2005 | 2010 | 2022 | - |
| ---- | ---- | ---- | ---- | ---- | ---- | ---- | ---- | ---- | - |
| 176  | 215  | 211  | 222  | 226  | 278  | 338  | 336  | 387  | - |

L’histoire démographique de Beauvezer, après la saignée des XIVe et XVe siècles et le long mouvement de croissance jusqu’au début du XIXe siècle, est marquée par une période d’« étale » où la population reste relativement stable à un niveau élevé. Cette période est relativement restreinte à Beauvezer, où elle dure de 1831 à 1866. L’exode rural provoque ensuite un mouvement de recul démographique de longue durée. En 1921, la commune enregistre la perte de la moitié de sa population du maximum historique de 1856. Le mouvement de recul se poursuit jusqu’aux années 1970. Depuis, la population s’est remise à croître.

### Enseignement
Établissements les plus proches :
- Écoles maternelle et primaire à Colmars les Alpes,
- collège René-Cassin à Saint-André-les-Alpes et Annot,
- Lycées à Barcelonnette et Dignes-les-Bains.

### Santé
- Médecins les plus proches à Colmars-les-Alpes.

Les hôpitaux les plus proches sont les suivants :
- Castellane[82].
- Centre hospitalier de Digne-les-Bains.

### Cultes
Culte catholique, Paroisses du secteur Haut Verdon - Val d’Allos - Val d’Issole.

### Sports
Activités sportives : Piscine municipale de mi-juin à fin août, Tennis, Terrain multi sport, Parc arbre aventure, Club d'escalade du Haut Verdon-Val d'Allos "Verticale Attitude" :

## Économie

### Aperçu général
En 2009, la population active s’élevait à 147 personnes, dont 13 chômeurs (24 fin 2011). Ces travailleurs sont majoritairement salariés (72 %) et travaillent majoritairement hors de la commune (un peu moins de 72 %). L’agriculture ne compte que 6 établissements, l’essentiel des emplois est fourni par le secteur tertiaire.

### Agriculture
Fin 2010, le secteur primaire (agriculture, sylviculture, pêche) comptait 6 établissements actifs au sens de l’Insee et aucun emploi salarié.
L’enquête Agreste du ministère de l’Agriculture ne révèle pas le nombre et la nature des exploitations agricoles de la commune. En 2000, il n’y avait plus que trois exploitations installées dans la commune, contre 8 en 1988. De 1988 à 2000, la surface agricole utile (SAU) a néanmoins augmenté, de 337 ha à 372 ha. Selon la mairie, deux exploitations agricoles, dont un apiculteur, sont présentes dans la commune.

### Industrie
Fin 2010, le secteur secondaire (industrie et construction) comptait neuf établissements, employant trois salariés, sept entreprises artisanales et deux cabinets d’architectes. Le potentiel forestier de la commune est exploité, entre autres, par une scierie mobile.

### Activités de service

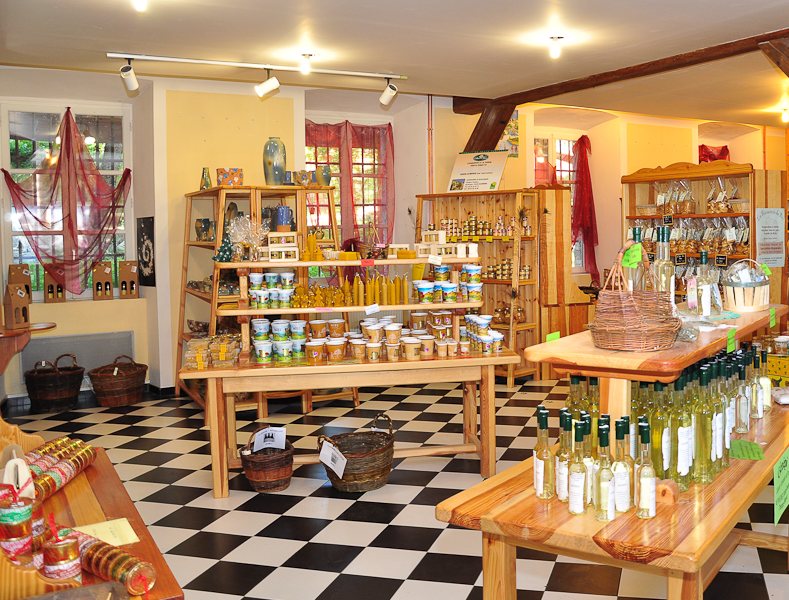
Maison des produits du terroir du Haut-Verdon.

La Maison de Produits de Pays de Beauvezer, qui a ses locaux dans un bâtiment public, est un commerce qui vend des produits locaux.
Fin 2010, le secteur tertiaire (commerces, services) comptait 28 établissements (avec 29 emplois salariés), auxquels s’ajoutent les huit établissements du secteur administratif (salariant 73 personnes).
D'après l’Observatoire départemental du tourisme, la fonction touristique est très importante pour la commune, avec plus de 5 touristes accueillis par habitant, l’essentiel de la capacité d'hébergement étant non marchande. Plusieurs structures d’hébergement à finalité touristique existent dans la commune :
- au moins deux hôtels en 2007[96](un non classé[97] et 1/2 classé deux étoiles[98]), qui possède 12 chambres[99] ;
- un camping deux étoiles[100] avec une capacité de 172 emplacements[101] ;
- plusieurs meublés[102] ;
- des chambres d’hôtes[103].

Ce sont néanmoins les 552 résidences secondaires qui pèsent le plus lourd dans la capacité d’accueil soit trois logements sur quatre qui sont des résidences secondaires. Parmi les résidences secondaires, 92 possèdent plus d'un logement et 63 sont des mobil-homes.

### Manifestations culturelles et festivités
Pour les  manifestations voir le site de Beauvezer. https://www.beauvezer.fr/fr/.
Découvrez la vallée du Haut Verdon - Val d’Allos avec les navettes gratuites du samedi 9 juillet au samedi 27 août (sauf les dimanches)

### Équipements et développement local
Les équipements culturels sont gérés au niveau intercommunal dans le cadre de la nouvelle communauté de communes Alpes Provence Verdon - Sources de Lumière : école de musique du Haut-Verdon, etc.

## Culture locale et patrimoine

### Lieux et monuments
Commune assez étendue, Beauvezer a eu une succursale et plusieurs chapelles destinées à desservir les populations éloignées de la paroisse. Entre les deux églises, sur la place, se trouve une tour carrée subsistant probablement de l’enceinte fortifiée, qui sert de clocher  :
- L'église paroissiale, de l’Assomption-de la-Sainte-Vierge, incendiée en 1728, reconstruite, puis à nouveau reconstruite en 1882, possède cinq travées. Les arcs sont en plein cintre. Une rosace surmonte l’entrée [109] et ornée d’un des 14 vitraux de l’église [110] ;
- L'église Sainte-Anne (Villars-Heyssier), qui possède un reliquaire de saint François de Sales, du XVIIe siècle[111] ;
- Les chapelles : 
  - la chapelle Saint-Pierre (dans les gorges de Saint-Pierre) ;
  - la chapelle Notre-Dame-du-Plan à Villars-Heyssier[4] ;
  - la chapelle Saint-Jean de la Combe[4]. Le calice d’argent de la chapelle Saint-Jean de la Combe (en dépôt hors de la chapelle) date du XVIIIe, et est classé au titre objet[112]. ;
  - la chapelle Sainte-Croix est réputée être construite sur l’emplacement de l’église paro issiale d’avant l’incendie de 1728[4] ;
  - la chapelle Notre-Dame-de-Bon-Secours[4]
  - la chapelle Saint-Joseph ou des Pénitents, qui date de 1640 et vient d’être restaurée[4], [113]. Elle est dotée d’une tribune, le chevet est plat [113] et ornée d’un tableau de la Sainte-Famille, datant du début du XVIIe siècle[114]. Elle possède une croix de procession du XVIIIe siècle, classée[115].
- Le Monument aux morts, place de la Mairie.

Plusieurs anciens ateliers textiles ont fait faillite au XIXe, et été transformés en hôtels, avant de fermer définitivement. L’une est transformée en bureaux de la communauté de communes .

## Galerie

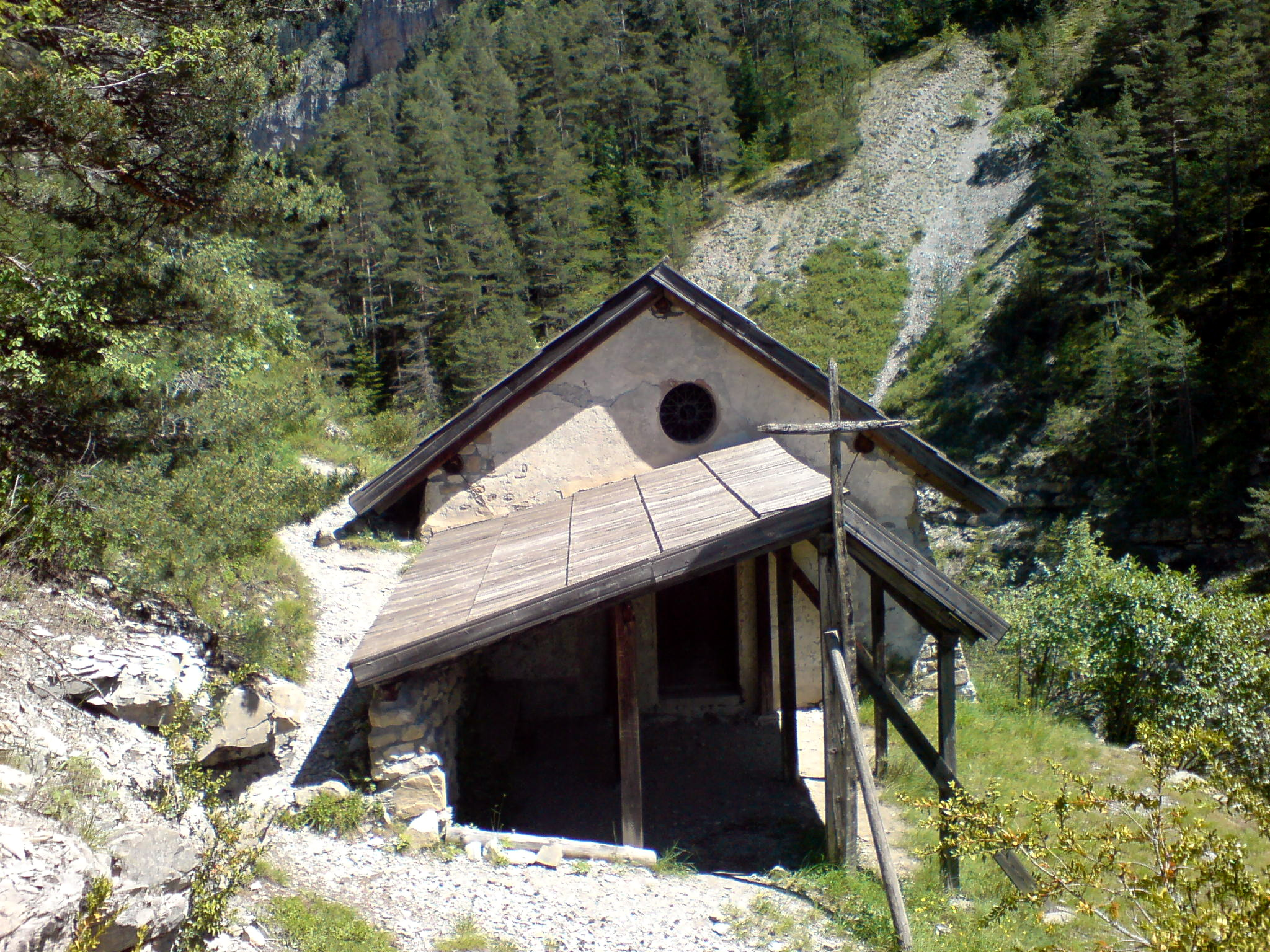
Chapelle de montagne Saint-Pierre.
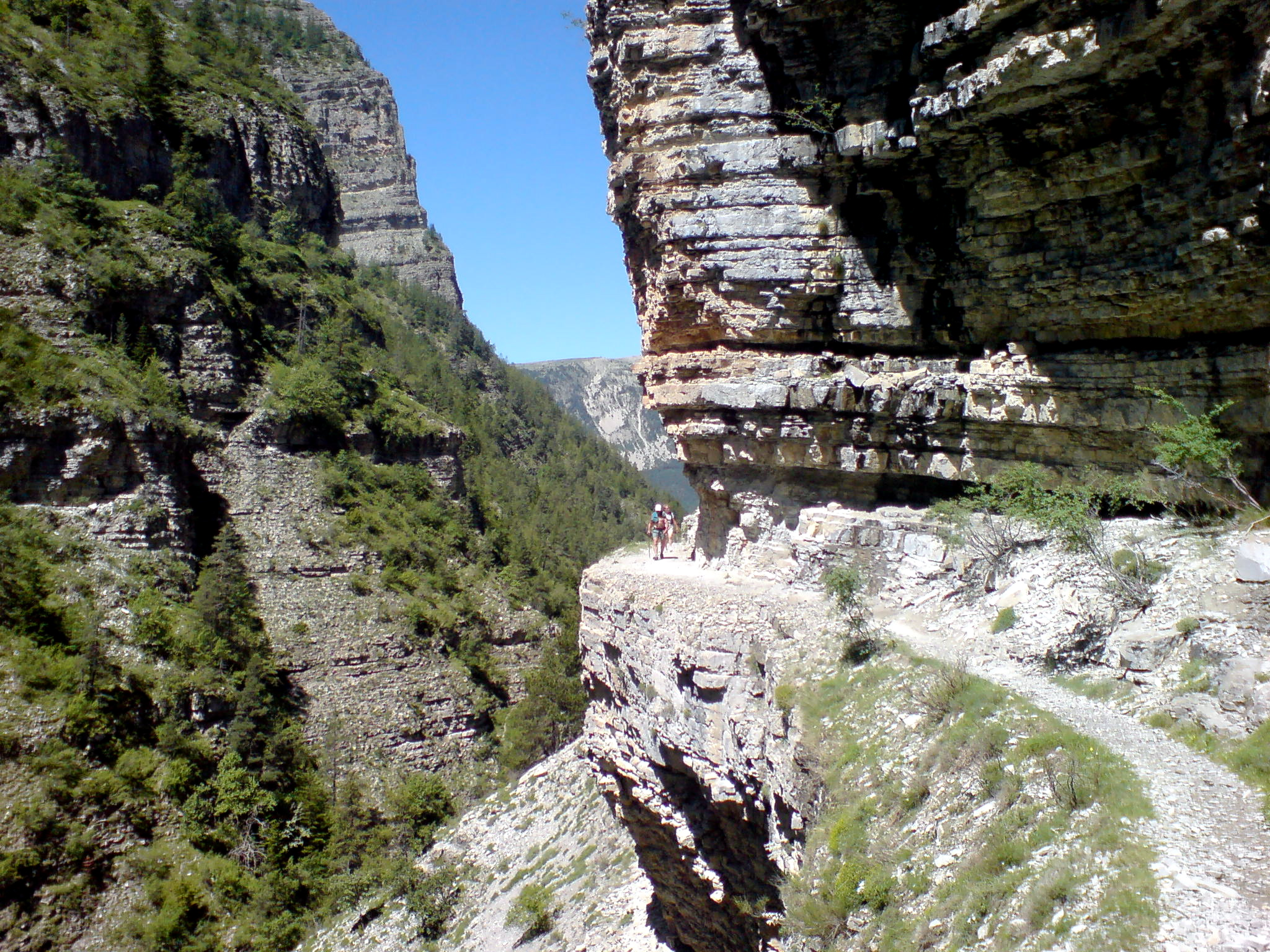
Gorges de Saint-Pierre.

### Personnalités liées à la commune
- Aimeric, troubadour du XIIIe siècle
- Louis Gaufridi, né en 1572 à Beauvezer, vicaire à Marseille, est brûlé le 30 avril 1611 pour sorcellerie[117]

- Henri Matisse[118] et son modèle Lydia Délectorskaya[119] ont séjourné à Beauvezer en 1935
- Jean-Marie Cambray (1912-1979), mort à Beauvezer[120], ancien maire, historien de la commune, auteur de Beauvezer raconté (réédité en 2003, 120 pages)
- Maria Canty, reconnue Juste parmi les Nations en 1980[54]

## Héraldique
| Blason de Beauvezer | Blason  | D'azur à une tour crénelée de cinq pièces d'or bâtie sur une montagne d'argent mouvant de la pointe,. |
| Blason de Beauvezer | Détails | Le statut officiel du blason reste à déterminer.                                                      |